# Tardona

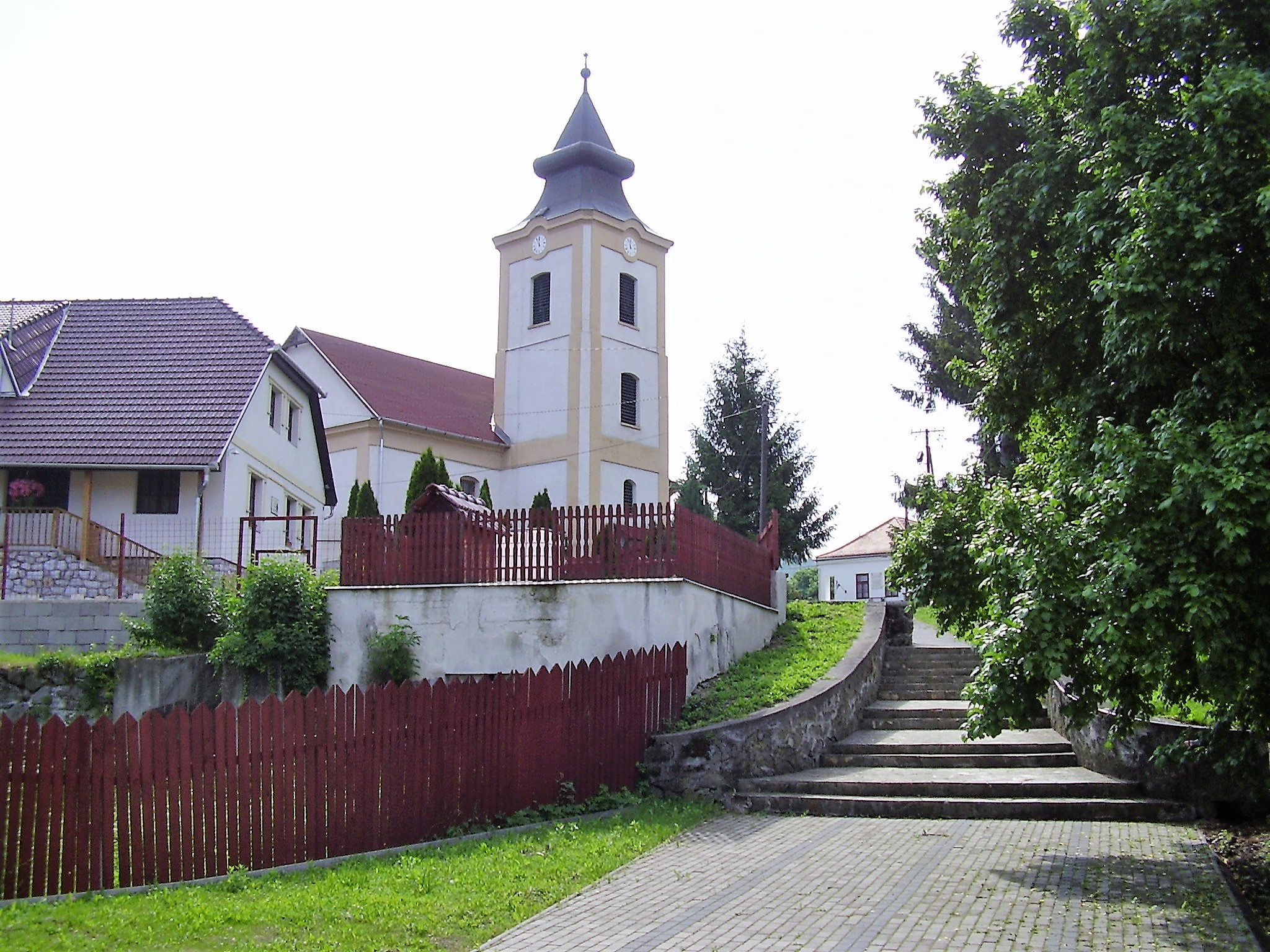
A református templom

Tardona község Borsod-Abaúj-Zemplén vármegyében, a Kazincbarcikai járásban.

## Fekvése
A vármegye nyugati részén, a Bükk-vidéken, a településről elnevezett dombság területén fekszik. Csak közúton érhető el, Kazincbarcika és Dédestapolcsány felől, mindkét irányból a 25 127-es számú mellékúton.

## Története
Első írásos említése 1240-ből származik. Legkorábbi ismert birtokosa a Kán nemzetségből származó Gyula bán volt, melyre címerállata az oroszlánra emlékeztet. A Turduna alakban írt nevű település valószínűleg a közeli dédesi vár tartozéka volt. IV. Béla, György fia Miklós gömöri ispánnak adta. Ekkor készült az a bizonyos oklevél, melyben először szerepel a falu neve és a település határának leírása, amely egészen Szentlélekig, a pálos-kolostorig terjedt. A 14. században a dédesi várral együtt a Palóczi család kezébe került. A következő évszázad a gyakori tulajdonosváltások kora. Főbb birtokosok a Szathmáryak, a Szentimreiek, a Csányiak. Egyik ilyen tulajdonos váltás 1585. június 15-én, amikor Balassi Bálint egyik faluját, a Hevesben fekvő Tardonát famulusának, Pozsgai Gáspárnak adományozza szolgálatai fejében, amely a pataki ostrom volt. A Rákóczi-szabadságharcot követően a reformátusok 1732-ben a régi templom helyén új fatemplomot építettek, amelyben 1775-ben tűz ütött ki és leégett. 1786–1789 között épült fel a mai is álló kőtemplom.
A Bükk lábánál fekvő, egykor vadregényes környezetben elhelyezkedő falu ma a legjelentősebb Jókai-emlékhelyek közé tartozik. Jókai Mór a szabadságharc bukása után a feltételezett megtorlások elől itt keresett és talált menedéket addig, míg felesége, Laborfalvi Róza nem szerzett számára menlevelet. A Jókai-háznak nevezett épületben (egykori elemi iskola és tanítói lakás) kapott helyet a nagy mesemondó emlékszobája, tájházzal együtt.
Híres nemesek Tardona történetében:
- Telepi Györgynek birtoka volt Tardonán, fia, Telepy Károly ezen a birtokon töltötte betegsége egy idejét az 1840-es években.[8] Telepi György 3. felesége Csányi Zsuzsanna színésznő, aki Csányi Béninek, a Jókai Mórt bújtató nemesnek a húga.

## Közélete

### Polgármesterei
- 1990–1994: Pál Miklós (független)[9]
- 1994–1998: Tóth József (MSZP)[10]
- 1998–2002: Tóth József (független)[11]
- 2003–2006: Tóth József (független)[12]
- 2006–2009: Tóth József (független)[13]
- 2009–2010: Danada János (független)[14]
- 2010–2014: Danada János (független)[15]
- 2014–2016: Balla György (független)[16]
- 2017–2019: Balla György (független)[17]
- 2019–2024: Czakó Tivadar (független)[18]
- 2024– : Czakó Tivadar (független)[1]

A településen a 2002. október 20-án megtartott önkormányzati választás után, a polgármester-választás tekintetében nem lehetett eredményt hirdetni, szavazategyenlőség miatt. Aznap a 927 szavazásra jogosult lakos közül 614 fő járult az urnákhoz, négyük érvénytelen szavazatot adott le, az érvényes szavazatok közül pedig 203-203 esett az egyetlen (szocialista színekben induló) pártjelöltre, a hivatalban lévő Tóth József polgármesterre és egyik, független kihívójára, Balla Bálintra. Az emiatt szükségessé vált időközi polgármester-választást 2003. április 27-én tartották meg; ekkor már csak a korábbi holtversenyben részes két jelölt indult el, ez a helyzet pedig Tóth Józsefnek kedvezett.
2009. július 19-én újra időközi polgármester-választást (és képviselő-testületi választást) kellett tartani Tardonán, ezúttal az előző képviselő-testület önfeloszlatása miatt. A választáson az addigi polgármester is elindult, de négy jelölt közül csak a harmadik helyet érte el.
Teljes időközi választást kellett tartani Tardonán szűk nyolc évvel később, 2017. április 9-én is, ismét csak testületi önfeloszlatás okán. A hivatalban lévő polgármester ezen a választáson is elindult, és sikerült is megerősítenie a pozícióját.

## Népesség
A település népességének változása:
| Lakosok száma | 1053 | 1041 | 1043 | 971  | 980  | 969  | 960  |
|               | 2013 | 2014 | 2015 | 2021 | 2022 | 2023 | 2024 |

2001-ben a település lakosságának közel 100%-a magyar nemzetiségűnek vallja magát.
A 2011-es népszámlálás során a lakosok 89,3%-a magyarnak, 0,7% cigánynak, 0,6% németnek mondta magát (10,7% nem nyilatkozott; a kettős identitások miatt a végösszeg nagyobb lehet 100%-nál). A vallási megoszlás a következő volt: római katolikus 5,7%, református 56,6%, görögkatolikus 0,9%, evangélikus 0,2%, felekezeten kívüli 11,3% (24,9% nem válaszolt).
2022-ben a lakosság 92%-a vallotta magát magyarnak, 0,9% cigánynak, 0,2% ukránnak, 0,2% németnek, 1,6% egyéb, nem hazai nemzetiségűnek (7,9% nem nyilatkozott; a kettős identitások miatt a végösszeg nagyobb lehet 100%-nál). Vallásuk szerint 8,1% volt római katolikus, 46,5% református, 2,6% görög katolikus, 0,4% egyéb keresztény, 0,2% evangélikus, 10% felekezeten kívüli (31,9% nem válaszolt).

## Nevezetességei és turisztikai látványosságai
| Nevezetesség / Látványosság       | Kiegészítő információ |
| --------------------------------- | --- |
| Jókai Mór Emlékszoba és Tájház    | Az író bujdosásának emlékét őrzi a régi iskola épületének kisszobája. Láthatók relikviák, régi regények, képek. Az épület többi helyisége tájházként működik, ahol a néprajzi gyűjteményből mutatnak be válogatást, felelevenítve a helyi gazdálkodás, a lakáskultúra jellegzetes tárgyait, eszközeit. |
| Csányi Benjámin sírja             | A Jókai Mórt bújtató földesúr sírja a mai napig megtalálható a község temetőjében, a sírt 2018-ban felújították. |
| Tardonai-horgásztó (Borókás-dűlő) | A honlapja |
| Református templom                | A templom oldalát Jókai-emléktábla díszíti. |
| Jókai-túra                        | Évente megrendezett ügyességi és tudásteszt túra. |
| Tardona-vulkán                    | Főként miocén-kori vulkáni anyagok (andezit és andezit-breccsa) találhatóak a maradványokban. Az eredeti vulkán több kürtővel rendelkezett. Mára már csak sziklák, sziklakibúvások jelzik eredeti helyét.                                                                                              |
| Vadrózsa Tanösvény                | A Tardonát Mályinkával összekötő külterületi útvonalon található, a hossza 2 km, emelkedős területen halad, az áltagos teljesítési ideje: 1 óra. |

## Infrastruktúra
A község infrastruktúrája teljesen kiépített: ivóvíz, szennyvízhálózat, vezetékes gáz, kábeltelevízió, korszerű közvilágítás, 11 km portalanított út.

## Megjelenése irodalmi művekben
- Jókai Mór: A barátfalvi lévita

Egy nyáron, egy ősszel, egy télen bujdostam én ezekben az erdőkben, üldözöttje a hatalomnak. Házigazdám a derék Csányi Béni, nemes úr volt, földesúr; hatszáz hold erdő birtokosa. Kis szántóföldjét maga szántotta fiaival. Álnév alatt rejtegettek. Tudta mindenki, hogy bujdosó vagyok; senki sem árult el. A falut Tardonának hívták (...)
- Jókai Mór: A tengerszemű hölgy
  - X. fejezet: Ahol a világnak nincsen szája
  - XI. fejezet: Bálványosi Bálint és Rengetegi Tihamér
- Jókai Mór: Forradalmi és csataképek 1848 és 1849-ből
- Jókai Mór miskolci beszéde 1883-ban (részlet):

Én Tardonán bujdokoltam. Áldottak legyenek azok a szép bükkfák, amik bennünket elrejtegettek, de még áldottabb legyen a nép, mely titkunkat megőrizte, a veszélyt elhárította rólunk, házát vendégszeretettel nyitá meg előttünk, akkor midőn a vendéglátás tilalmas volt, s szeretetével enyhíté lesújtó bánatunkat. Holtomig emlékezetes marad rám nézve ez a szép vidék.
- Porkoláb Tibor: A bujdosó Jókai (Kísérlet egy kultikus történet (re)konstrukciójára)
- Balogh Béni: A tardonai papírmalom[29]
- Kertész Erzsébet: A három Róza (Móra Könyvkiadó, 1995, 30. oldal)
- Jávori István: Hármas-forrás (Változástenger, 2008, 82–85. oldal)
- Sz. Pál-Kutas Orsolya: A Bükk bujdosója (2014)
- Pál-Kutas Dénesné: Örökségem Tardona (2019)[30]
- Lovas Albert: „Fonóházunk fehérre van meszelve…” (2019)[31]

## Lillafüredi Állami Erdei Vasút?
A vonalat 1997–98-ban tervezték, de végül nem épült meg. A mahócai szárnyvonalból Tizesbérc állomás előtt ágazott volna ki és északi irányba 5,7 km-en át Tardonáig tartott volna. Eleinte megvolt a szükséges pénz, de a környezetvédők megakadályozták, és mire a bíróság megállapította, hogy nincs igazuk a szükséges források már nem voltak meg.
Ma álmodozás szinten tervezik a megépítést, de pénz híján nem építették meg, ugyanis már Tizesbércnél sincsenek sínek. 35 éves tanulmányok szerint 70 millió forintra lenne szükség.

## Képek

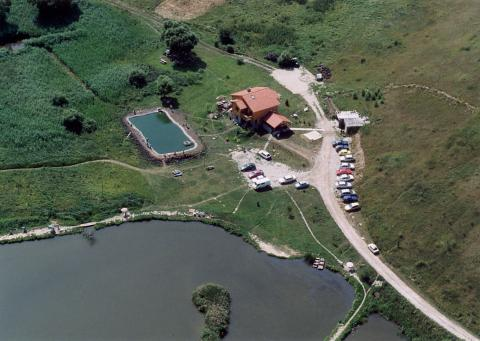
A horgásztó
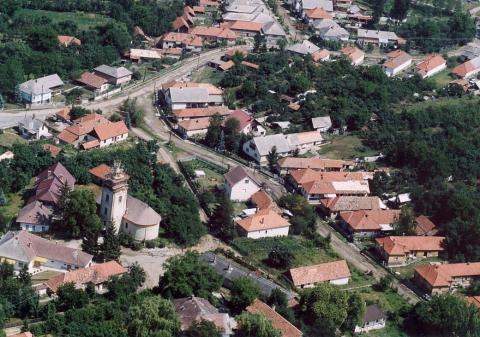
A református templom és környéke
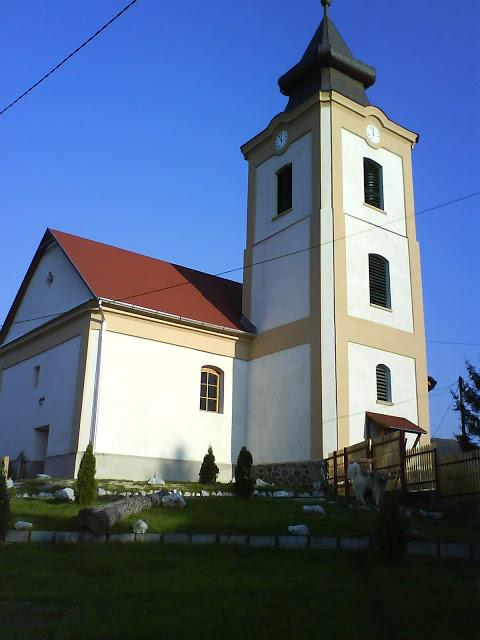
A református templom
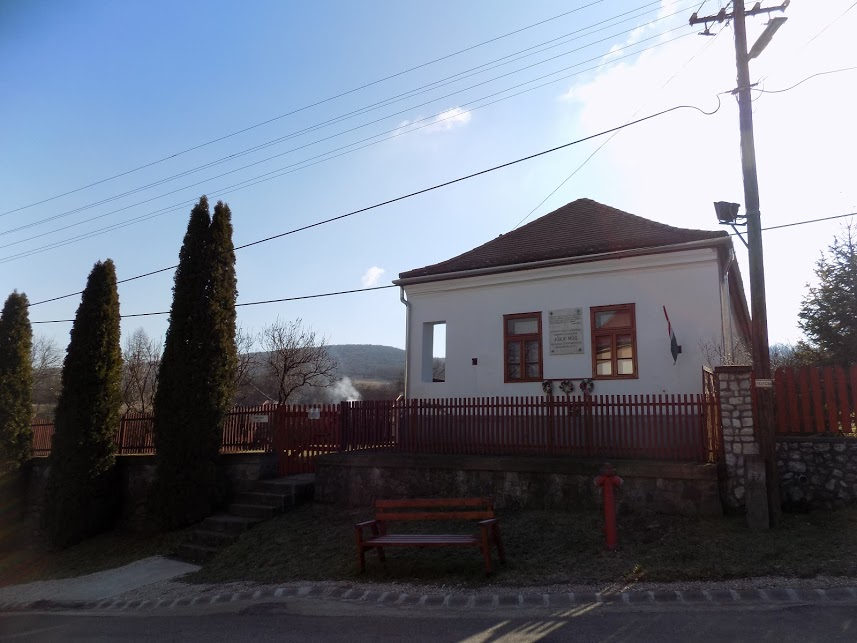
Jókai Mór Emlékszoba és Tájház
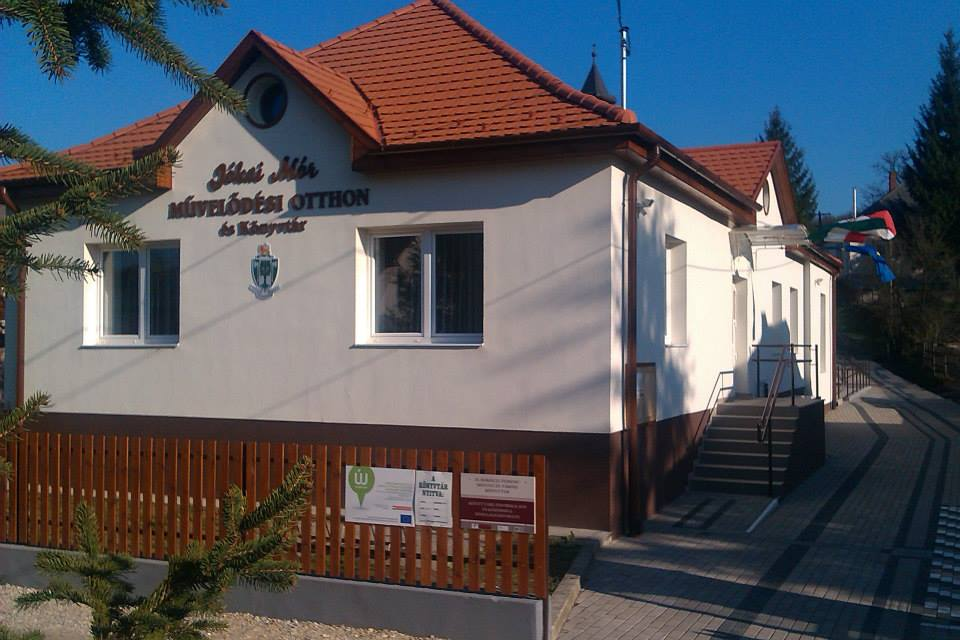
Jókai Mór Művelődési Otthon és Könyvtár
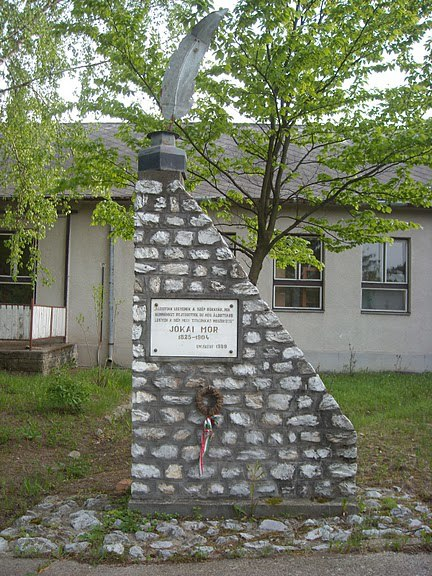
A Jókai Mór Általános Iskola udvarán álló emlékmű

## Videók
- „A falut Tardonának hítták” (YouTube - 37:19) A Magyar Televízió dokumentumfilmje, 1994. március
- Tüzet viszek 1977. Pávaköri előadás
- „A világon kívül” – Tardona